# Невинні (фільм, 2016)
«Невинні» (фр. Les Innocentes) — фільм-драма спільного виробництва кінематографістів Франції, Польщі та Бельгії, поставлений у 2016 році французькою режисеркою Анн Фонтен. Сценарій стрічки заснований на оригінальній концепції, створеній Філіпом Мейналем. Мейнал надихнувся досвідом своєї тітки Мадлен Пауляк, доктора французького Червоного Хреста, котра працювала у Польщі після Другої світової війни, маючи справу з наслідками масових зґвалтувань радянськими солдатами. У 2017 році фільм було номіновано в чотирьох категоріях на здобуття французької національної кінопремії «Сезар», у тому числі за найкращий фільм та найкращу режисерську роботу Анн Фонтен .

## Сюжет
Зима 1945 року, Польща. Французький Червоний хрест репатріює своїх громадян, яким вдалося уціліти в таборах смерті. Змучених і понівечених людей розміщують в польових шпиталях, де лікарі працюють вдень і вночі, намагаючись допомогти нещасним. Серед них і молоденька медсестра Матильда Больє (Лу де Лааж), донька французьких комуністів. Одного разу в госпіталі з'являється настоятелька місцевого жіночого монастиря. Вона просить допомоги у Матильди. Виявляється, в однієї з послушок почалися пологи. Вони проходять дуже важко, і будь-якої миті черниця може померти.
Опинившись в монастирі, Матильда дізнається, що черниці — зовсім не такі непорочні, якими їх вважають. Принаймні, при надії тут виявилося аж семеро дівчат. А її підопічна — мешканка сусіднього села, яке піддалася насильству, після чого батьки, дізнавшись про її вагітність від ворога, зреклися дівчини. Її прихистили черниці, які усіма силами намагаються приховати все, що твориться за стінами монастиря. Матильда не лише допомагає дівчині прийняти пологи, але й разом з помічницею настоятельки починає надавати дівчатам кваліфіковану медичну допомогу. Дуже скоро вона стає для них справжнім ангелом-хранителем.

## У ролях
| Лу де Лааж          | … | Матильда Больє |
| Агата Бузек         | … | Марія          |
| Агата Кулеша        | … | мати-ігуменя   |
| Венсан Макень       | … | Самуель        |
| Джоанна Куліг       | … | Ірена          |
| Еліза Рицембель     | … | Тереза         |
| Катажина Дабровська | … | Анна           |
| Анна Прухняк        | … | Зоф'я          |
| Гелена Суецька      | … | Людвіка        |
| Міра Малушинська    | … | Бібіана        |
| Дорота Кудук        | … | Ванда          |

## Знімальна група
- Автори сценарію — Сабріна Б. Карині́, Аліс Віаль
- Адаптація та діалоги — Анн Фонтен, Паскаль Боніцер
- Режисер-постановник — Анн Фонтен
- Продюсери — Ерік Альтмаєр, Ніколя Альтмаєр
- Співпродюсери — Женев'єва Лемаль, Еліза Очковска, Клаудія Шмея
- Асоційовані продюсери — Філіп Каркассон, Ізабель Грелля
- Композитор — Грегуар Гецель
- Оператор — Кароліна Шампетьє
- Монтаж — Аннетт Дютертрі
- Підбір акторів — Вероніка Мігонь (Польща)
- Художник-постановник — Йоанна Маха
- Художник по костюмах — Катажина Левінська
- Артдиректор — Анна Пабішак
- Художник-декоратор — Кінга Бабчинська

## Нагороди та номінації
| Список нагород та номінацій                                 | Список нагород та номінацій | Список нагород та номінацій                    | Список нагород та номінацій                                | Список нагород та номінацій | Список нагород та номінацій |
| Кінопремія                                                  | Дата церемонії              | Категорія                                      | Номінант(и)                                                | Результат                   | Дж                          |
| ----------------------------------------------------------- | --------------------------- | ---------------------------------------------- | ---------------------------------------------------------- | --------------------------- | --------------------------- |
| Міжнародний кінофестиваль у Вальядоліді                     | 2016                        | Золотий колос за найкращий фільм               | Невинні                                                    | Номінація                   |                             |
| Міжнародний кінофестиваль у Вальядоліді                     | 2016                        | Приз ФІПРЕССІ                                  | Невинні                                                    | Перемога                    |                             |
| Міжнародний кінофестиваль в Провінстауні (Массачусетс, США) | 2016                        | Приз аудиторії за найкращу художню особливість | Невинні                                                    | Перемога                    |                             |
| Норвезький міжнародний кінофестиваль                        | 2016                        | Приз Андреас                                   | Анн Фонтен                                                 | Перемога                    |                             |
| Премія «Сезар»                                              | 24 лютого 2017              | Найкращий фільм                                | Невинні                                                    | Номінація                   | [ 2 ]                       |
| Премія «Сезар»                                              | 24 лютого 2017              | Найкраща режисерська робота                    | Анн Фонтен                                                 | Номінація                   | [ 2 ]                       |
| Премія «Сезар»                                              | 24 лютого 2017              | Найкращий оригінальний сценарій                | Сабріна Б. Карині́, Аліс Віаль, Анн Фонтен, Паскаль Боніцер | Номінація                   | [ 2 ]                       |
| Премія «Сезар»                                              | 24 лютого 2017              | Найкраща операторська робота                   | Кароліна Шампетьє                                          | Номінація                   | [ 2 ]                       |